# Windmühle Osterbruch
Die Windmühle Osterbruch (Schweinskopf-Mühle) in der niedersächsischen Samtgemeinde Land Hadeln, Gemeinde Osterbruch, Süderende 78, im Landkreis Cuxhaven, stammt aus der zweiten Hälfte des 19. Jahrhunderts. Aktuell (2024) wird sie als Mühlenmuseum und auch durch Ferienwohnungen genutzt.
Das Gebäude steht unter Denkmalschutz (siehe auch Liste der Baudenkmale in Osterbruch).

## Geschichte und Beschreibung
Nach einem amtlichen Bericht von 1838 hat es an dieser Stelle vermutlich bereits 1652 eine Bockwindmühle gegeben.

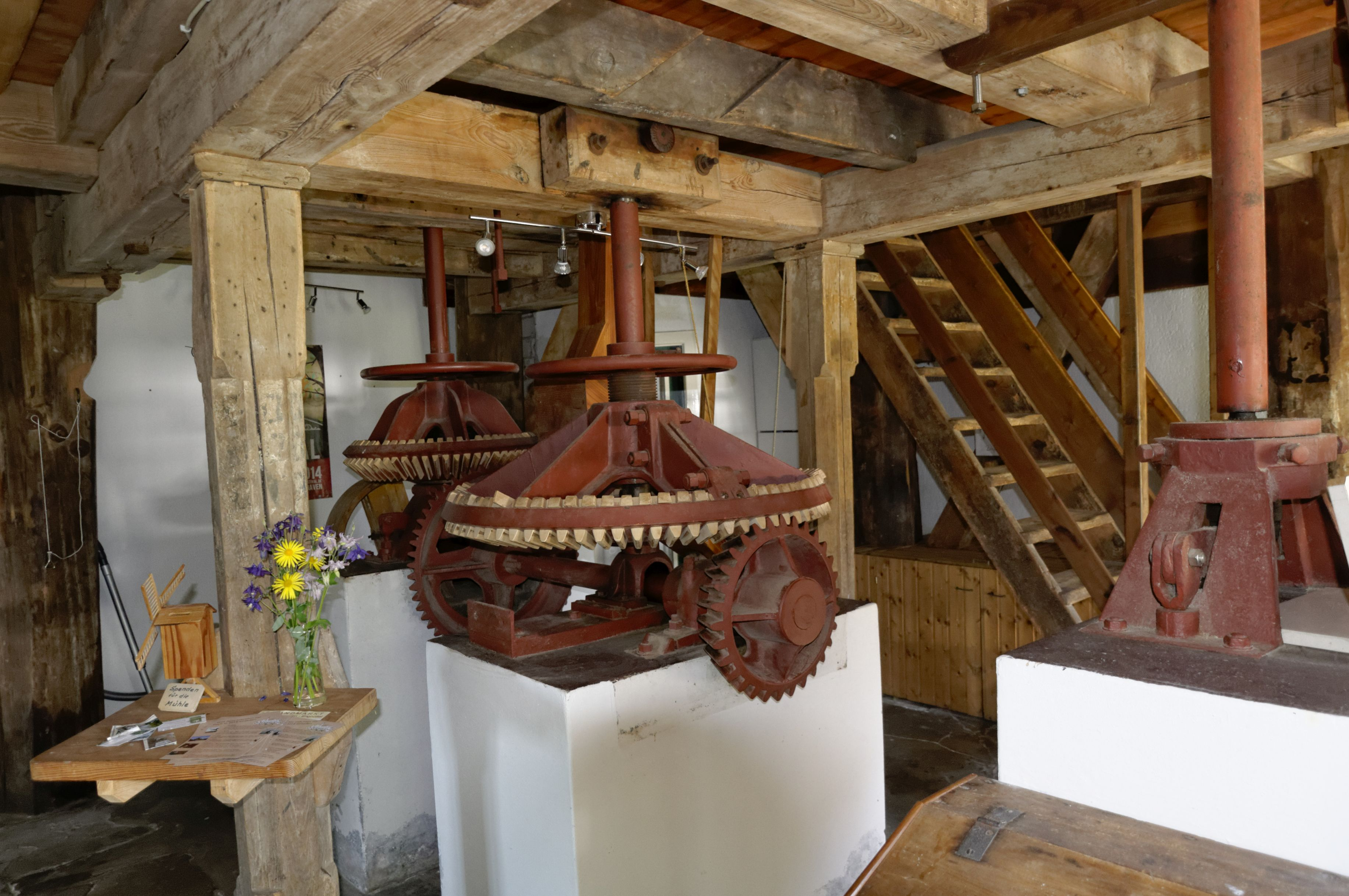
Mühlenmuseum

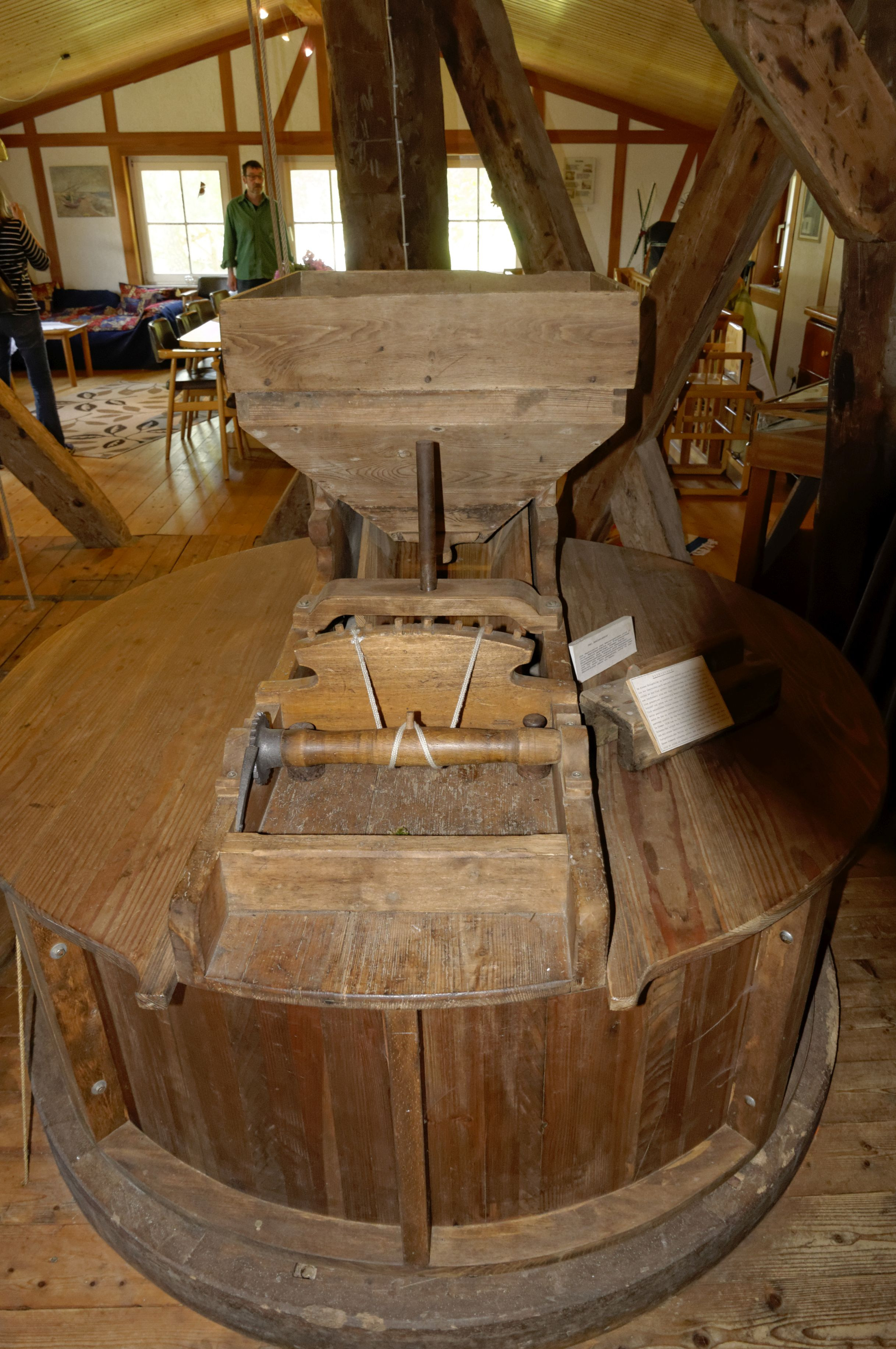
Mühlenmuseum

Die Galerieholländer-Windmühle wurde 1863 von Johann Peter Frey gebaut. Sie steht am Ostrand des Ortes auf einem dreigeschossigen achteckigen Unterbau im Backstein mit der hölzernen Galerie, darüber mit Schindeln verkleideter Achtkant als Rumpf mit Haube, erhaltenen Flügeln und Windrose. Die Mühle hat zwei Mahlgänge, einen Schrot- und einen Weizengang. In einer Urkunde von 1871 wird sie als Dampf- und Windmühle bezeichnet, da betrieben als Getreidemühle und Sägewerk. Das Grundstück hatte die Form eines Schweinskopfes und so erhielt sie deshalb auch die Bezeichnung Mühle am Schweinskopf.
Der Unterbau ist umgeben von einem zweigeschossigen T-förmigen Wirtschaftsteil mit verklinkertem Erdgeschoss und holzverkleidetem Obergeschoss sowie mit flachen Satteldächern. Durch Umbauten wurden Ferienwohnungen und Gemeinschaftsräume in beiden Bauten eingerichtet.
Nach mehrfachem Besitzerwechsel erwarben Ferdinand Timm und Jürgen Steffens 1987 die „Griesgraue“, so auch genannt nach der Farbe der Rumpfverkleidung. Sie restaurierten sie und richteten ein Mühlenmuseum und Ferienwohnungen ein. Die Mühle ist funktionsfähig und kann besichtigt werden. Die Mühle ist als Nr. 18 Teil der Niedersächsischen Mühlenstraße im Landkreis Cuxhaven.
Das Landesdenkmalamt befand u. a.: „… Die Erhaltung des Mühlengebäudes als Teil der Mühlenhofanlage Süderende 78/78a in Osterbruch liegt wegen der geschichtlichen und städtebaulichen Bedeutung im öffentlichen Interesse.“
Das denkmalgeschützte Wohn- und Wirtschaftsgebäude Süderende 78 von um 1810 gehörte zum Mühlenhof.